# شیوه‌های معماری کلاسیک غربی

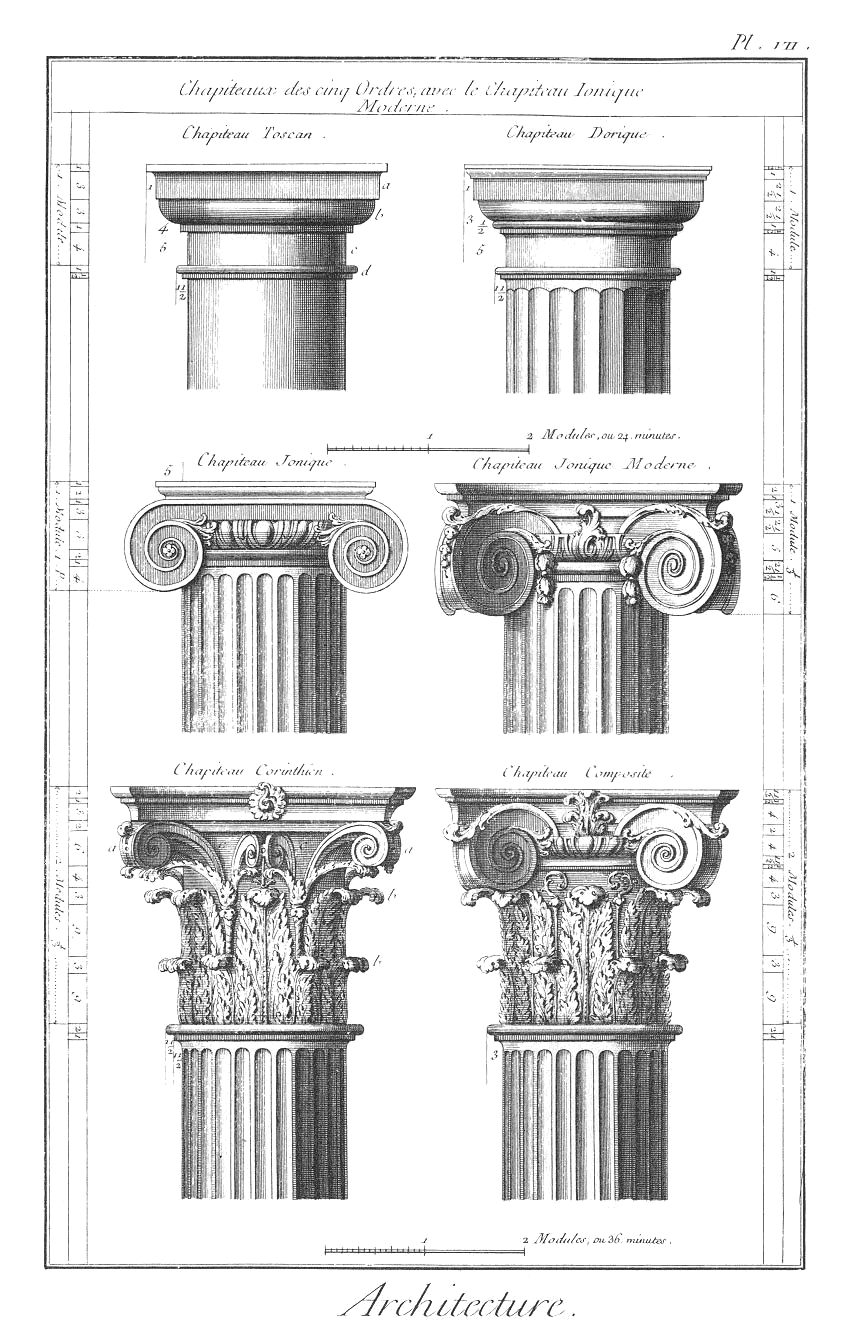
نمومه‌ای پالایش شده از شیوه‌های حکاکی شده برای جلد هجدهم آنسیکلوپدی

یک شیوه کلاسیک یکی از سبک‌های باستانی معماری کلاسیک است که توسط تناسبات اجزا و خصوصاً نوع ستون به کار گرفته شده از بقیه شیوه‌ها متمایز می‌شود. از قرن ۱۶ میلادی تاکنون، نظریه پردازان معماری پنج شیوه کلاسیک را به رسمیت شناخته‌اند. این شیوه‌ها از یونان باستان ریشه می‌گیرند و بعدها توسط رومیان مورد تغییر و استفاده قرار گرفتند. هر سبک سر ستون مناسب خود را دارد که متشکل است از فرسب، کتیبه و افریز.
این شیوه‌ها به ترتیب میزان ظرافت و جزئیات حکاکی‌ها عبارتند از: توسکانی (رومی) و دوریسی (یونانی و رومی)؛ ایونی (یونانی و رومی)؛ کورینتی (یونانی و رومی) و شیوه آمیخته (رومی). البته تنها سه شیوه باستانی و اصیل معماری وجود دارند (دوریسی، ایونی و کورینتی) که توسط یونانیان اختراع شده‌اند. به این سه شیوه، رومی‌ها شیوه توسکانی، که مدل ساده شده شیوه دوریسی است و شیوه آمیخته را که در اصل شیوه کورینتی با تزئینات بیشتر است اضافه کردند.
منظور از شیوه ساختمان کلاسیک مثل حالت یا کلید در موسیقی کلاسیک، یا دستور زبان و فصاحت و بلاغت در یک متن نوشتاری است. از ماژول‌های خاصی مانند فواصل موسیقی تشکیل شده و انتظارات خاصی را در مخاطب هماهنگ با زبان خود ایجاد می‌کند.